# Palestiniens
Cet article concerne le peuple palestinien. Pour les autres usages du terme, voir Palestinien (homonymie).
Le terme Palestiniens désigne un ensemble de la population arabophone établi principalement dans la région géographique de la Palestine (dans les Territoires palestiniens occupés de Cisjordanie, la bande de Gaza, en Jordanie, en Israël et en plus faible proportion au Liban et en Syrie). Dans son acception juridique, il désigne l'ensemble des personnes revendiquant la nationalité palestinienne.
L'identité nationale palestinienne s'est affirmée progressivement dans les médias occidentaux depuis la deuxième moitié du XXe siècle, et s'est essentiellement précisée au cours du conflit israélo-arabe (à partir de 1948), à mesure que celui-ci se poursuivait sous la forme d'un conflit israélo-palestinien. En 2024, la Palestine était un État reconnu par environ 75% des États membres des Nations unies.
Depuis 1978, l'ONU célèbre chaque année une Journée internationale de solidarité avec le peuple palestinien.

## Étymologie et sémantique
La dénomination « Palestine » est un toponyme qui apparaît pour la première fois dans la littérature gréco-latine (Palaistínē, Παλαιστίνη), chez Hérodote (Ve siècle av. J.-C.). Quand il l'évoque, l'historien-géographe ne fait aucune distinction entre les différents habitants de la région palestinienne qui comprend généralement le territoire côtier allant de la Phénicie jusqu'à l'Égypte.
Ce nom est lui-même dérivé, par l'intermédiaire du grec ancien et de l'hébreu biblique du mot Peleshet, Plištim désignant les Philistins, le peuple de l'Antiquité qui occupait la plaine côtière des actuels bande de Gaza et Israël.
Ce nom vient d'une déformation de l'expression « Pays des Philistins » et désigne la région du Levant qui borde l'Égypte. Il est repris par l'empereur romain Hadrien qui, après avoir maté la révolte des Juifs menée par Bar Kokhba entre 133 et 135 ap. J.-C. en Judée, décide de les dissocier de leur terre en guise de punition : Syria Palaestina devient le nom administratif officiel du territoire judéen et est utilisé dorénavant dans la littérature,, alors que Jérusalem devient une ville gréco-romaine sous le nom d’Ælia Capitolina.
Le mot grec Palaistínē dérivé de l'hébreu Peleshet donnera plus tard en arabe celui de Filasṭīn (فلسطين) pour « Palestine » et الفلسطينيون, romanisé en al-Filasṭīniyyūn pour « Palestinien ». Il est utilisé pour désigner la région depuis l'époque des premiers géographes arabes médiévaux et semble avoir été utilisé comme nom adjectival en arabe dans la région dès le VIIe siècle.
On trouve ainsi le terme « Talmud palestinien » qui est un nom alternatif du Talmud de Jérusalem (rédigé entre le IIe siècle et le Ve siècle), utilisé principalement dans les sources universitaires. Le nom de « Palestine » est désormais inscrit sur des pièces de monnaie et, à partir du Ve siècle, mentionné dans des textes rabbiniques,. 
Le terme « Palestiniens » définit logiquement les habitants de la Palestine. Jusqu'à la fin de la première moitié du XXe siècle, les Juifs de la Palestine mandataire sont appelés « Palestiniens » au même titre que les Palestiniens arabes ,. En effet, « Si la distinction entre « Arabes » et « Juifs » est courante aujourd’hui, jusqu’à la création d’Israël, est considéré comme Palestinien tout habitant de la terre de Palestine ».

## Histoire

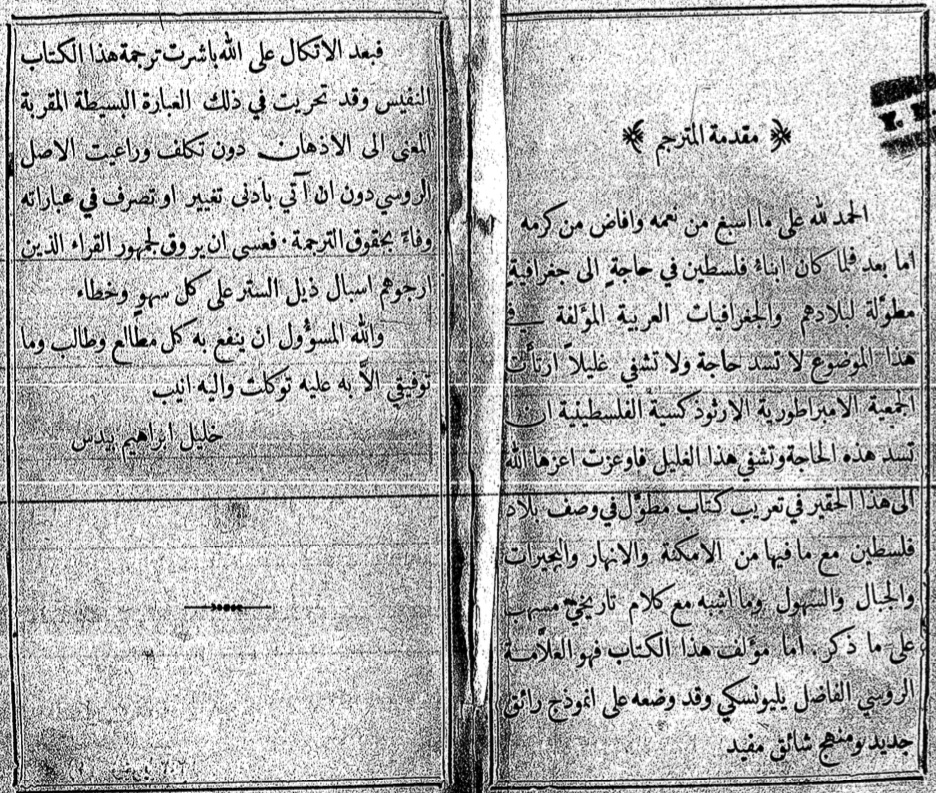
Utilisation du mot « Palestiniens » dans la préface de la traduction de Bridas de A Description of the Holy Land d'Akim Olesnitsky (1898)

Selon l'Encyclopædia Britannica, « Les Arabes de Palestine ont commencé à utiliser largement le terme « Palestinien » à partir de la période précédant la Première Guerre mondiale pour indiquer le concept nationaliste d'un peuple palestinien. Mais après 1948, et plus encore après 1967, pour les Palestiniens eux-mêmes, le terme en est venu à signifier non seulement un lieu d'origine mais aussi, plus important encore, un sentiment d'un passé et d'un avenir partagés sous la forme d'un État palestinien ».
À l'époque moderne, la première personne à qualifier les Arabes de Palestine de « Palestiniens » est l'intellectuel arabe chrétien de Nazareth Khalil Beidas (1874–1949) en 1898. Il est suivi par Salim Quba'in et du journaliste libanais Najib Nassar (1865-1947) en 1902. 

### Formation de l'identité nationale

#### Fin de l'Empire ottoman

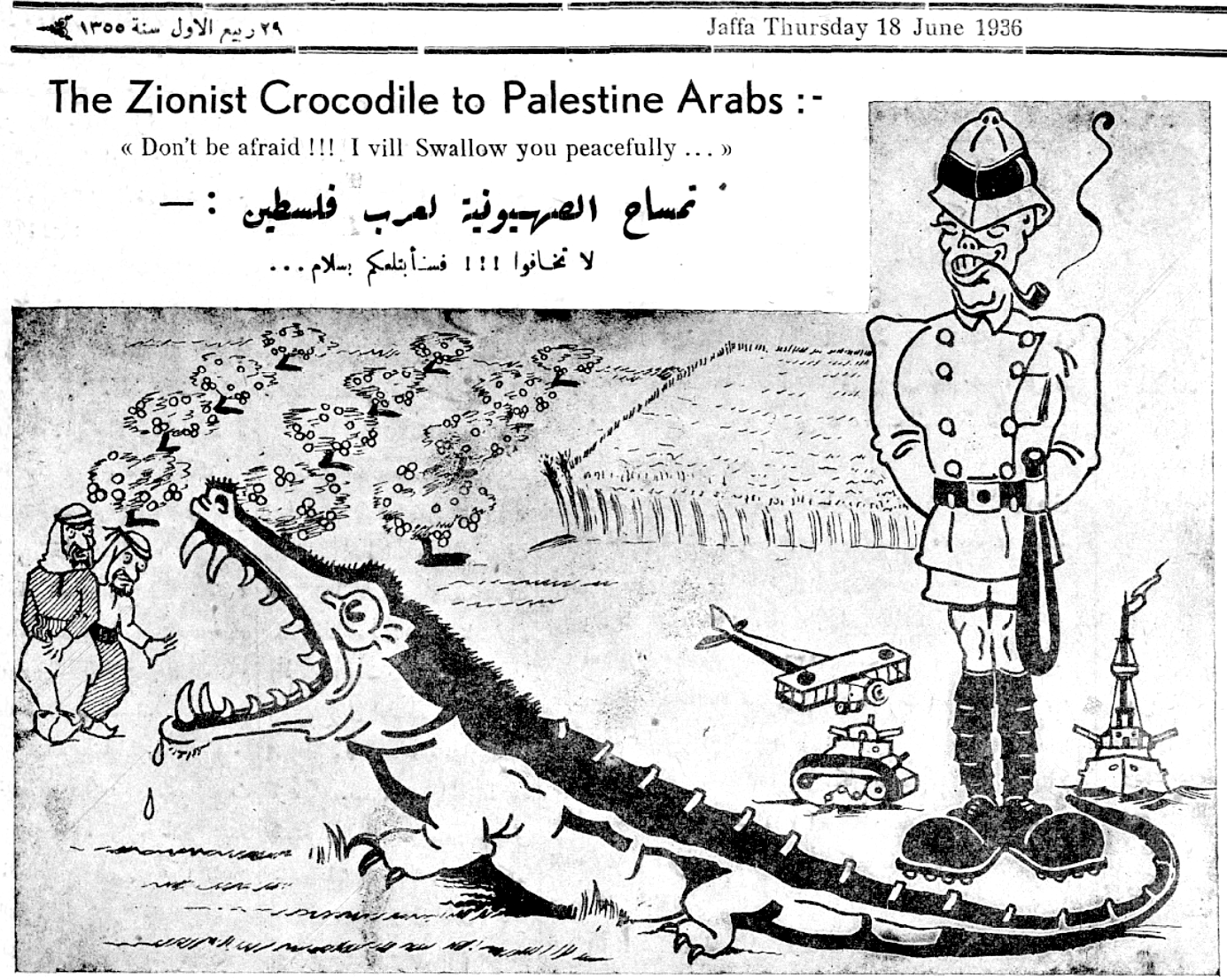
Caricature publiée dans le journal de langue arabe Falastin, propriété de chrétiens arabes palestiniens, montrant le sionisme comme un crocodile sous la protection d'un officier britannique disant aux Arabes palestiniens : « N'ayez pas peur !!! Je t'avalerai paisiblement... » (18 juin 1936)

Au début du XXe siècle, l’identité des habitants de l’actuelle Palestine se définit comme Arabes de Palestine ; une coexistence prévalait entre Arabes musulmans, Arabes chrétiens et Juifs palestiniens. L’attachement à la région d’origine était fort ; une forte production littéraire (théâtre, poèmes, contes, proverbes) initie la formation d’une identité plus locale, plus palestinienne sur le territoire levantin. La conscience nationale naît à partir de la deuxième vague d’immigration juive, dans les années 1900-1920, face à la volonté de domination sioniste. La presse (Al-Karmel et Falastine) et la politisation de cette situation via les congrès généraux arabes participent à la création de cette conscience. Un parti national, antisioniste, se crée à Jaffa en 1911.
Après la révolution des Jeunes Turcs de 1908, qui assouplit les lois de censure de la presse dans l'Empire ottoman, des dizaines de journaux et de périodiques sont fondés en Palestine, et le terme « Palestinien » se répand dans l'usage. À côté des journaux juifs et sionistes, l'on trouve les journaux arabes Al-Quds, Al-Munadi, Falastin, Al-Karmil et Al-Nafir, rédigés par Palestiniens arabes chrétiens et musulmans, des émigrants palestiniens et des Arabes non palestiniens, qui emploient le terme Filastini et font référence à une « société palestinienne », à une « nation palestinienne » et à une « diaspora palestinienne »,.
Le développement du nationalisme arabe s'affirme ainsi dans toute la région principalement sous les effets conjugués de la fin de l'Empire ottoman et d'une réaction au colonialisme européen. La première réunion d'importance des sociétés secrètes arabes a lieu en 1913 au Congrès général arabe qui déclare la nécessaire reconnaissance du peuple arabe par l'Empire ottoman.
Pour les Turcs, toute manifestation de l'arabisme est un acte de trahison. Les arrestations, les déportations et les exécutions se multiplient. Abdelhamid al-Zahraoui qui était président du premier Congrès arabe est arrêté avec l'un de ses principaux collaborateurs, Abdelkarim Khalil, et, après un jugement sommaire, tous deux sont pendus. Puis, en 1916, le roi du Hedjaz Hussein ben Ali tient un rôle déterminant dans la révolte arabe contre l'Empire ottoman, dirigé alors par le parti Jeunes-Turcs.
Comme d’autres pays arabes à la suite du démantèlement de l’Empire ottoman, après la Première Guerre mondiale, la Palestine sera soumise aux puissances européennes et la population palestinienne va faire face à un nouveau processus colonial, britannique et sioniste. 

#### Palestine mandataire

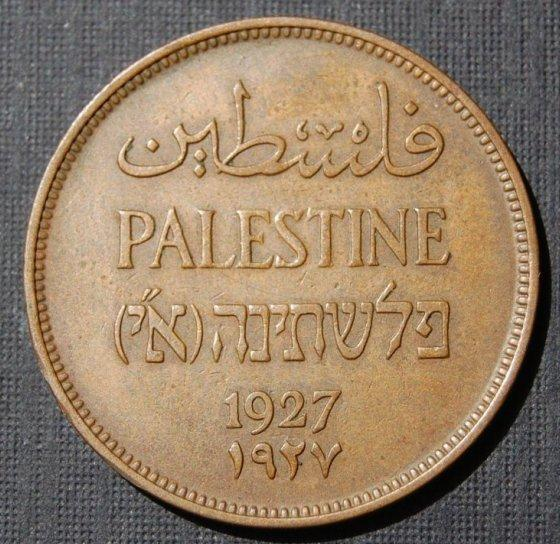
Monnaie utilisée pendant le mandat britannique pour la Palestine, sur laquelle est frappé le mot Palestine en arabe, anglais et hébreu, laquelle est suivie de l'abréviation Terre d'Israël entre parenthèses (1927).

Pendant la période de la Palestine mandataire qui court de 1920 à 1948, sous l'autorité britannique, le terme « Palestinien » est utilisé pour désigner toutes les personnes vivant dans la région, indépendamment de leur appartenance ethnique ou de leur religion, et les autorités britanniques accordent aux personnes qui la réclament légalement la « citoyenneté palestinienne ».

##### Déclaration Balfour
« En Palestine, le mandat britannique subsiste en raison de difficultés presque insurmontables. On sait que la Grande-Bretagne s'est engagée à établir un « foyer national pour le peuple juif » (Déclaration Balfour de 1917). Depuis cette date l'immigration des Juifs en Palestine a été favorisée par les organisations sionistes ». Le journal sioniste The Palestine Post, fondé par Gershon Agron, utilisait logiquement le terme de « Palestine » dans ses écrits pour définir la région, ; il sera renommé en 1950 le Jerusalem Post.

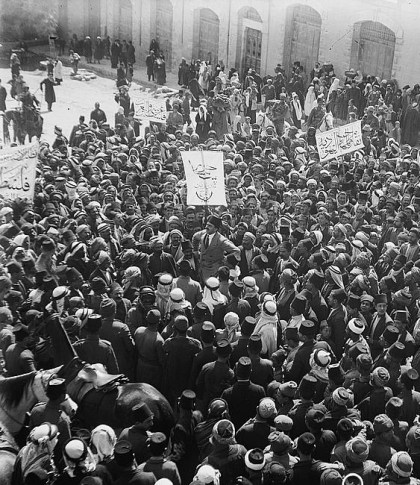
Manifestation arabe à Jérusalem soutenant l'annexion de la Palestine au royaume de Syrie (mars 1920)

Le 3 janvier 1919, l’accord Fayçal-Weizman est signé. Le roi Fayçal Ier accepte la reconnaissance d’une présence juive en Palestine en contrepartie d’un soutien des sionistes à son projet d’un grand royaume arabe syrien indépendant.

##### Rejet et conflits politiques
Quelques mois plus tard, à la suite d'une conférence panarabe, Fayçal ne reconnaît « plus aucun titre des juifs sur la Palestine ». Toutefois, les premiers projets d'instauration d'« État palestinien » furent rejetés par les Arabes de Palestine qui se considéraient majoritairement comme une sous-partie de la Syrie jusqu'en 1920 et réclamaient l'annexion officielle de la Palestine au royaume arabe de Syrie.

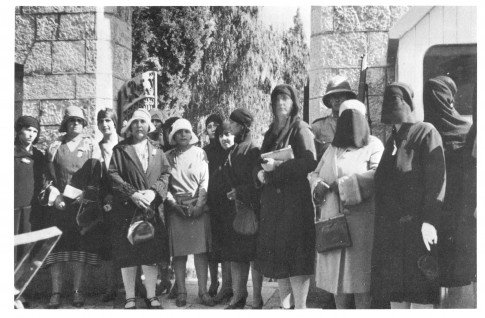
Délégation de Palestiniennes au Congrès des femmes arabes, afin de protester notamment contre la déclaration Balfour et l'immigration juive (1929).

Le 24 juillet 1922, la Société des Nations découpe artificiellement la Syrie en mandat français (Syrie et Liban actuels) et mandat anglais (Israël actuel et une partie de la Jordanie). Dans ce cadre, la SDN reconnaît les « liens historiques du peuple juif avec la Palestine »  et les Palestiniens ne sont pas considérés comme des sujets politiques mais désignés comme des « non-juifs ». Les Britanniques découpent ensuite leur territoire moyen-oriental entre rive droite (Transjordanie) et rive gauche (Palestine) du Jourdain.
Des conflits entre nationalistes palestiniens et différents groupes nationalistes panarabes se poursuivirent pendant la durée du mandat britannique sur la Palestine (jusqu'en 1948). Ces derniers perdirent progressivement de leur importance. En 1937, il n'y avait plus qu'un seul groupe qui exprimait le souhait de se fondre dans une super-entité arabe[réf. souhaitée].

##### Grande révolte arabe
De 1936 à 1939, les Arabes de Palestine se révoltent pour mettre fin au mandat britannique et à l'immigration juive.
Les citadins abandonnent alors la tarbouche, pour porter le keffieh, une coiffe paysanne. Le keffieh devint ainsi, le symbole du nationalisme palestinien.
Selon l’historien palestinien Issam Nassar (en), au début du XXe siècle, il serait plus juste de parler des identités palestiniennes, reflétant plus les affiliations locales, régionales et religieuses qu’une seule identité nationale.

##### Autres définitions

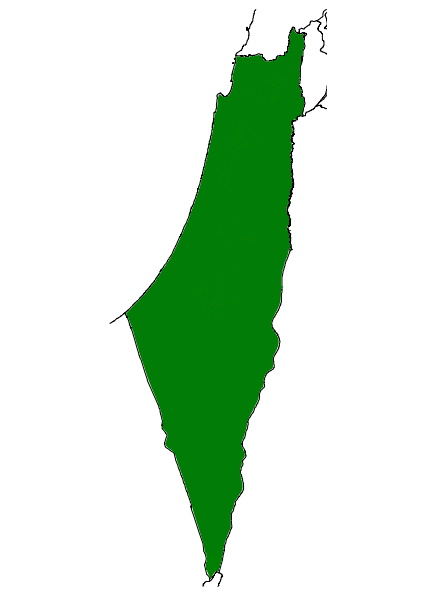
Territoire initialement revendiqué par les mouvements nationalistes palestiniens.

L'homme politique palestinien Awni Abd al-Hadi déclara en 1937 : « Il n’y a pas de pays tel que la « Palestine ». « Palestine » est un terme que les Sionistes ont inventé ». Philip Khuri Hitti, historien arabe, ainsi que de nombreuses personnalités arabes telles que le roi Hussein de Jordanie, Hafez el-Assad, le représentant de l'Arabie saoudite aux Nations unies et le représentant du Haut-Comité arabe aux Nations unies déclarèrent quant à eux en 1947 que la « Palestine » est une province syrienne.
Dès 1969, Golda Meir nie l'existence d'un peuple palestinien en affirmant : « ... les Palestiniens n’ont jamais existé »,. Selon elle, les Arabes de Palestine ne diffèrent en aucun point (religieux, culturel, ethnique, historique) des Arabes de Jordanie, la distinction venant du découpage britannique de 1922.
Certains historiens considèrent également l'identité palestinienne comme une invention, encouragée par les États arabes en conflit avec Israël,. En 2007, le journaliste Raphaël Delpard soutient que la notion de « peuple palestinien » a été inventée par le KGB au lendemain de la guerre des Six Jours (1967) afin que le régime soviétique conserve une influence au Moyen-Orient.

#### Seconde Guerre mondiale
L'expression (en)Palestine Regiment désigne le groupe de brigade d'infanterie juive de l'armée britannique pendant la Seconde Guerre mondiale. Jusqu'à sa réforme en 1944, le Palestine Regiment est composé de Juifs et d'Arabes palestiniens recrutés en Palestine mandataire. À partir de 1944, les sous-unités militaires juives du Palestine Regiment deviennent la base de la formation de la plus grande Brigade juive qui participe à l'effort de guerre des Alliés en Europe,,,.

#### Après l'indépendance d'Israël
Le 14 mai 1948, l’État d’Israël acquiert son indépendance. Le lendemain, les pays frontaliers, appuyés par la Ligue arabe et les milices palestiniennes, lancent une offensive conjointe contre l'État juif. La guerre engendra un exode des Arabes de Palestine, qui se retrouvèrent dans des camps de réfugiés et victimes de persécutions dans leurs pays hôtes (Jordanie, Syrie, Liban...). Dans ces conditions fut favorisée l’émergence d’une identité palestinienne distincte.
Après la création de l'État d'Israël, les termes « Palestine » et « Palestinien » sont en grande partie abandonnés par et pour désigner les Juifs palestiniens. Le terme « Juifs arabes » peut désormais inclure les Juifs d'origine palestinienne et de citoyenneté israélienne, bien que certains Juifs arabes ou orientaux préfèrent être appelés « Juifs mizrahis ». Les citoyens arabes non juifs d'Israël d'origine palestinienne sont appelés « Arabes israéliens » mais s'identifient plus fréquemment comme Arabes ou Palestiniens. Ces Arabes israéliens non juifs incluent donc ceux qui sont palestiniens d'origine mais israéliens de citoyenneté. 
En 1959, Yasser Arafat, Salah Khalaf et Khalil al-Wazir créent l'organisation du Fatah, qui finira par prendre le dessus sur son rival le Mouvement nationaliste arabe de Georges Habache. En 1964, a lieu au Caire un sommet arabe où est pensée la création d'une organisation défendant les intérêts des Arabes de Palestine. 
L'Organisation de libération de la Palestine (OLP) est ainsi créée le 28 mai 1964 à Jérusalem. Quatre années plus tard, au Caire, la charte de l’OLP devient la Charte nationale palestinienne. Cette Charte, amendée par le Conseil national palestinien de l'OLP en juillet 1968, définit les « Palestiniens » comme « les ressortissants arabes qui, jusqu'en 1947, résidaient normalement en Palestine, qu'ils en aient été expulsés ou qu'ils y soient restés. Toute personne née après cette date d'un père palestinien – que ce soit en Palestine ou à l'extérieur – est également Palestinien ». L'expression « ressortissants arabes » inclut les musulmans, les chrétiens et les autres communautés arabophones de Palestine, dont les Samaritains et les Druzes ainsi que les Juifs palestiniens bien que limités aux seuls « Juifs [arabes] qui résidaient normalement en Palestine jusqu'au début de l'invasion sioniste [pré-étatique] »,. 
Le discours officiel des années 1970 concernant les premiers activistes fedayin palestiniens est illustré par la déclaration de Golda Meir au Sunday Times en juin 1969 : « There was no such thing as Palestinians. When was there an independent Palestinian people with a Palestinian state? It was either southern Syria before the First World War, and then it was a Palestine including Jordan. It was not as though there was a Palestinian people in Palestine considering itself as a Palestinian people and we came and threw them out and took their country from them. They did not exist »,,. Traduction : « Il n'y eut jamais rien désigné comme « Palestiniens ». Quand y a-t-il eu un peuple palestinien indépendant dans un État palestinien ? (la Palestine) Ce fut soit le sud de la Syrie avant la Première Guerre mondiale, puis ce fut la Palestine, Jordanie incluse. Ce n'était pas comme s'il y eut un peuple palestinien en Palestine se considérant lui-même comme peuple palestinien et que nous les avons chassés et pris leur pays. Ils n'existaient pas. » L’argument est donc qu'un « peuple palestinien » est une invention politique destinée à contester la souveraineté d'Israël et que leur situation de réfugiés vient de la politique délibérée des États arabes de refuser leur intégration pour les instrumentaliser contre Israël. »
En 1970, l'OLP tente une série de coup d'État en Jordanie. Le 17 septembre 1970, l'armée jordanienne bombarde et prend contrôle des camps de réfugiés et des bâtiments qui abritent les organisations palestiniennes, ce qui provoque la mort de 3 400 à 20 000 Palestiniens arabes.
L'année suivante, L’OLP se réimplante au Liban, ce qui lui permet de jouir d’une autonomie politique et militaire, qui durera jusqu'au 21 août 1982, où elle évacue Beyrouth, à la suite de l'intervention militaire israélienne au Liban de 1982.

En 1972, la prise enotages des athlètes juifs des Jeux olympiques de Munich par les terroristes palestiniens de Septembre noir et ses conséquences médiatiques internationales permettent aux Palestiniens une reconnaissance en tant que « Palestiniens » et non plus en tant qu'« Arabes de Palestine »[réf. souhaitée].

Armoiries de l'autorité palestinienne

L'expression d'un panarabisme des Arabes de Palestine a continué à s'exprimer officiellement de temps en temps dans la bouche de certains leaders arabes comme Zuheir Mohsen, dirigeant de Saïqa, une faction palestinienne pro-syrienne et représentant à l'OLP, qui affirmait en 1977 « Nous parlons aujourd'hui de l'existence d'un peuple palestinien seulement pour des raisons tactiques et politiques, car les intérêts nationaux arabes demandent que nous posions le principe de l'existence d'un peuple palestinien distinct pour l'opposer au Sionisme. Pour des raisons tactiques, la Jordanie, qui est un État souverain avec des frontières définies, ne peut réclamer Haïfa et Jaffa, mais en tant que Palestinien, je ne peux incontestablement demander Haïfa, Jaffa, Beer-Sheva et Jérusalem. Toutefois, à partir du moment où nous réclamerons notre droit à toute la Palestine, nous n'attendrons même pas une minute pour unifier la Palestine et la Jordanie ». Des opinions similaires se sont aussi exprimées en Jordanie où le pouvoir minimisait les différences entre Palestiniens et Jordaniens, pour des raisons de politique intérieure. Toutefois, la plupart des organisations orientaient leur « combat » dans le sens d'un nationalisme palestinien qui a continué à se développer.
En 1977, l'Assemblée générale des Nations unies crée un « jour international de solidarité avec le peuple palestinien », fixé à la date du 29 novembre.
Au sommet de la ligue arabe de 1987, le roi Hussein de Jordanie déclara que « l'apparition d'une identité palestinienne distincte est une réponse à la revendication par Israël, d'une Palestine juive ». La Première intifada éclate la même année, les Palestiniens de Cisjordanie et de la bande de Gaza luttent contre Israël. Ils revendiquent une identité palestinienne à travers la continuité du terrorisme palestinien. Le conflit aboutit finalement en 1993 avec la signature des accords d'Oslo, et un retour à l'idée de deux États en Palestine, l'un juif, l'autre arabe. Mais la Première intifada voit aussi la naissance du Hamas, mouvement islamiste, qui prend le contrôle de la bande de Gaza, en janvier 2006.

Pays reconnaissant la Palestine le 2 juin 2024

En 1993, l'autorité palestinienne voit le jour à la suite des accords de Washington (ou d'Oslo I).
En 2011, l'« État de Palestine » accède à l'Unesco. Le 29 novembre 2012, il est reconnu comme État observateur non-membre de l'ONU par 138 voix pour, 9 contre et 41 abstentions.
En 2012, les manuels scolaires de l’Autorité palestinienne et d’un certain nombre d’États arabes indiquent que les « Arabes cananéens » constituent les seuls habitants légitimes de Palestine,,. Cette narration forme un outil politique, destiné à encourager la volonté de combattre Israël et à alimenter l’idée que seuls les Arabes seraient propriétaires des lieux,,.

## Origine des Palestiniens

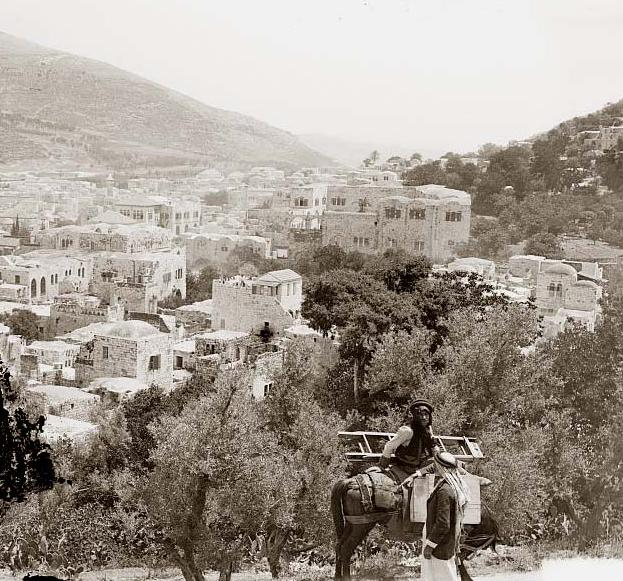
Naplouse en 1898

Il est possible de suivre l'histoire des grandes familles palestiniennes depuis l'époque ottomane comme les familles Khalidi de Jérusalem ou Abou Ghazala de Naplouse. Les notables traditionnels des villes et des campagnes se sont convertis à l'occasion du mouvement de la Nahda en une véritable élite sociale palestinienne. Il est possible d'y ajouter les familles : Nashashibi, pro-britannique et partisane de la dynastie hachémite, al-Husseini originaire de Jérusalem et partisane du panarabisme et deux familles de médecins ; les Suwwan à Saint-Jean-d'Acre et les Farah de Nazareth.
Une part importante de la population de Naplouse et de ses villages alentour serait descendante de Samaritains convertis à l’islam,.

### Études génétiques

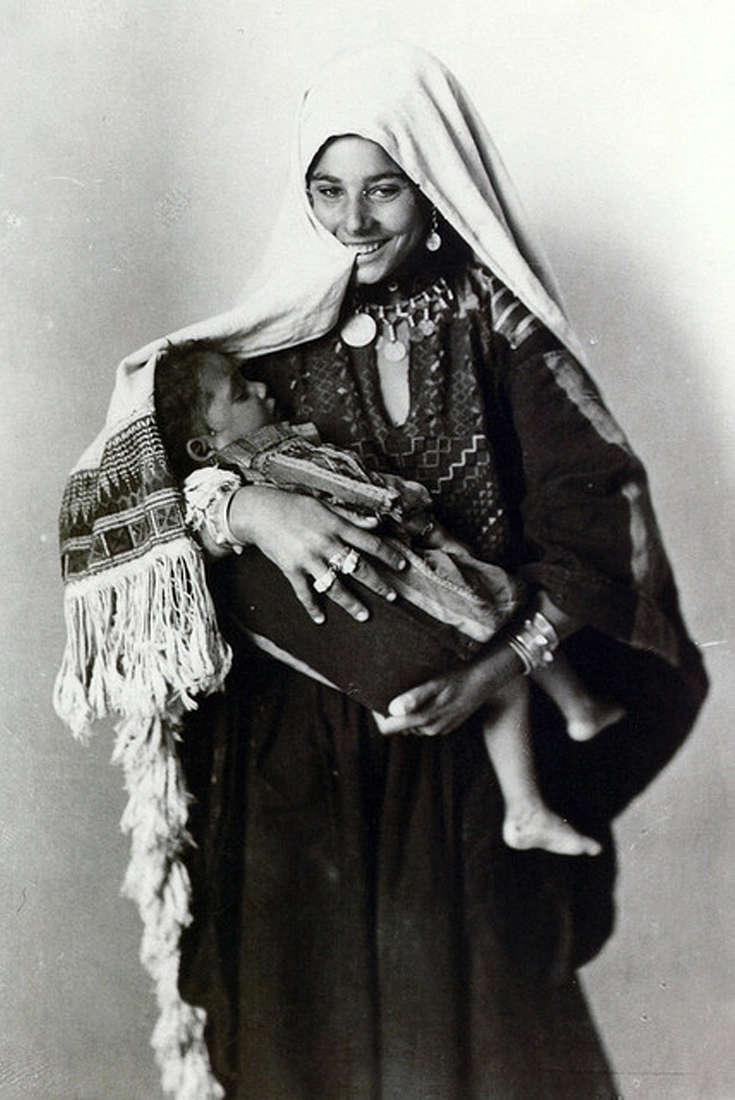
Mère et enfant arabes palestiniens (vers 1920)

Une étude autosomale de Naama Kopelman et ses collègues de décembre 2009 montre que les Juifs ashkénazes, turcs, marocains et dans une moindre mesure tunisiens partageraient une origine commune proche-orientale et seraient assez proches des Palestiniens.
Selon une étude critique sur « Les origines des ashkénazes, des juifs ashkénazes et du yiddish » menée par Ranajit Das, Paul Wexler, Mehdi Pirooznia, et Eran Elhaik, parue en juin 2017 chez Frontiers in Genetics, une origine levantine ancienne serait « prédominante parmi les populations levantines modernes (par exemple, les Bédouins et les Palestiniens) » en se basant sur une analyse en composantes principales (ACP) [de l'ADN],. En outre, dans une étude menée par Marc Haber et al., parue en août de la même année chez The American Journal of Human Genetics, les auteurs ont conclu que « le chevauchement [d'ADN] entre les levantins de l'âge du bronze et les levantins contemporains suggère un certain degré de continuité génétique dans la région »,.
Dans une étude portant sur des hommes du monde entier, le généticien Michael Hammer de l'Université de l'Arizona à Tucson a découvert que le chromosome Y des Arabes du Moyen-Orient est « presque impossible à distinguer de celui des Juifs ». L'équipe de la généticienne Ariella Oppenheim de l'Université hébraïque de Jérusalem a entrepris une étude complémentaire à la précédente en se focalisant sur des Juifs ashkénazes et séfarades et des Arabes israéliens et palestiniens ; la conclusion est que ces hommes ont « des ancêtres communs au cours des derniers milliers d'années ». « Ces résultats correspondent aux récits historiques selon lesquels certains Arabes musulmans descendent de chrétiens et de juifs qui vivaient dans le sud du Levant, une région qui comprend Israël et le Sinaï. Ils seraient les descendants d'un noyau de population qui vivait dans la région depuis la préhistoire ».

## Langues
- L'arabe levantin septentrional, variante de l'arabe, est le dialecte le plus répandu parmi les Palestiniens. Le signe distinctif de ce dialecte est la prononciation très particulière de la lettre qāf.
  - L'arabe bédouin est un ensemble de dialectes arabes parlés par les populations bédouines arabophones.
- L'hébreu moderne est également pratiqué par la plupart des Palestiniens de citoyenneté israélienne, tout comme par ceux vivant en Cisjordanie, pour des raisons liées à leur scolarisation, à leur localisation ou pour des raisons professionnelles et administratives.

Certaines petites communautés religieuses parlent encore l'araméen, l'italien, le français, l'allemand, le grec, l'assyrien et le samaritain.

## Démographie

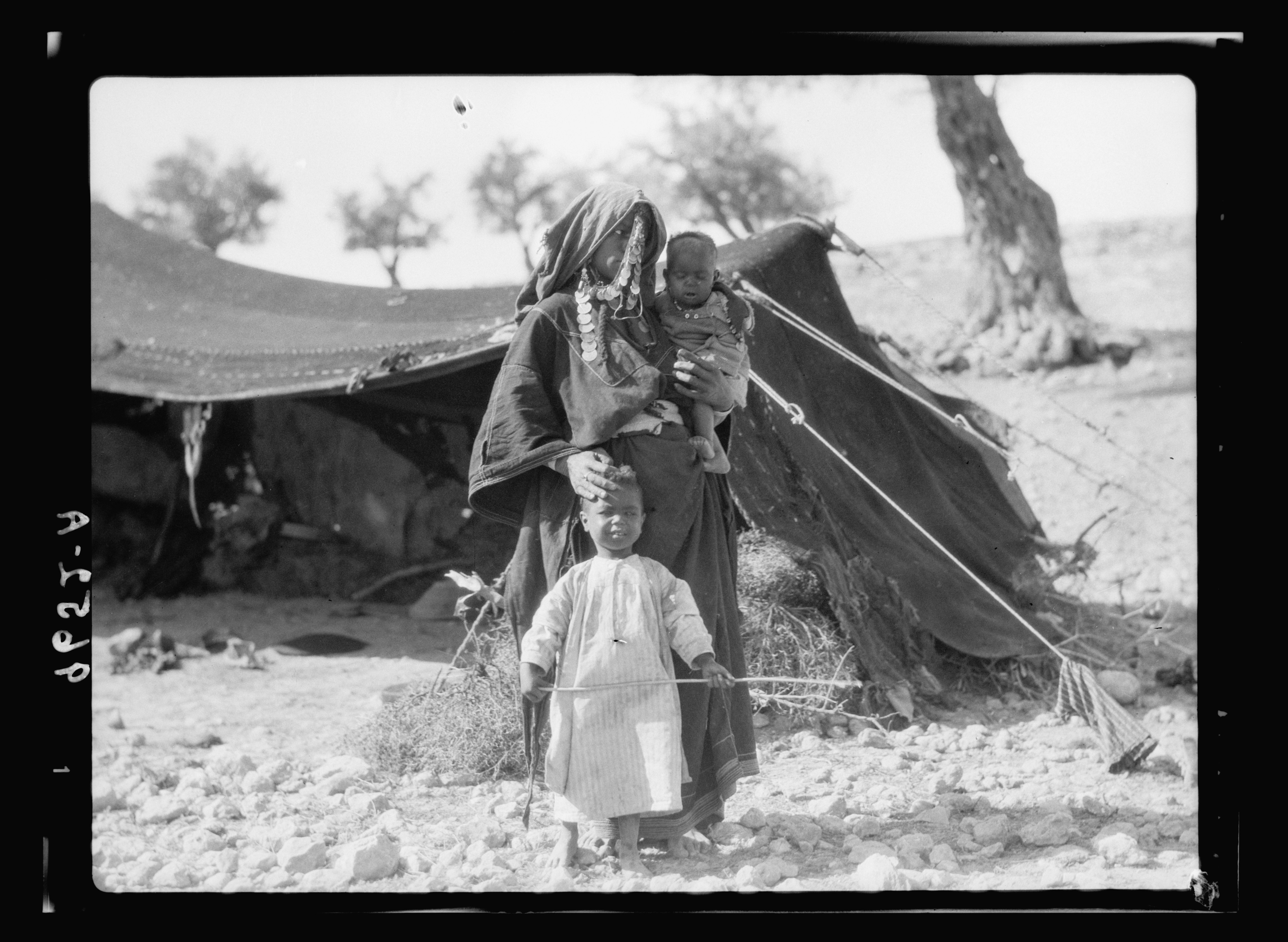
Bédouine et enfants devant leur tente à Beersheba, 1938.

En 1944, on comptait 1 363 387 Arabes musulmans, juifs et chrétiens en Palestine mandataire.
Selon le Bureau central des statistiques d'Israël (ICBS), il y a 1 658 000 citoyens arabes d'Israël en 2013, dont ceux de Jérusalem-Est et les réfugiés juifs issus des pays arabes appelés Mizrahis ne sont pas comptés parmi ces Arabes israéliens.
En 2017, le même Bureau dénombre 1 808 000 citoyens arabes d'Israël (soit environ 20,8 % de la population israélienne), dont ceux de Jérusalem-Est. Les Arabes d'Israël (incluant 170 000 Bédouins) s’identifient comme « Palestiniens » ou « Arabes israéliens ».
Le Bureau central des statistiques palestiniennes (PCBS) annonce en 2014 une estimation de 12,1 millions de Palestiniens dans le monde. Cette même année, la population des territoires palestiniens s'élève à 4,6 millions d'habitants. Il faut rajouter à cette population 1,5 million d'Arabes israéliens — y compris à Jérusalem-Est — soit un total de 6,1 millions de Palestiniens (la population de Jérusalem-Est étant comptée deux fois).
Selon l'organe palestinien, il y a environ 4 816 503 Palestiniens dans les territoires palestiniens en 2016, dont 2 935 368 vivent en Cisjordanie et 1 881 135 dans la bande de Gaza. Les deux chiffres incluent les Palestiniens de Jérusalem-Est.
En 2018, PCBS dénombre plus de 13 millions de Palestiniens vivant dans le monde. La majorité des 5,85 millions vivent dans les pays arabes. L'autorité palestinienne évalue le nombre de Palestiniens à 4,91 millions dans la bande de Gaza et en Cisjordanie, et à plus de 1,5 million en Israël.

### Cisjordanie

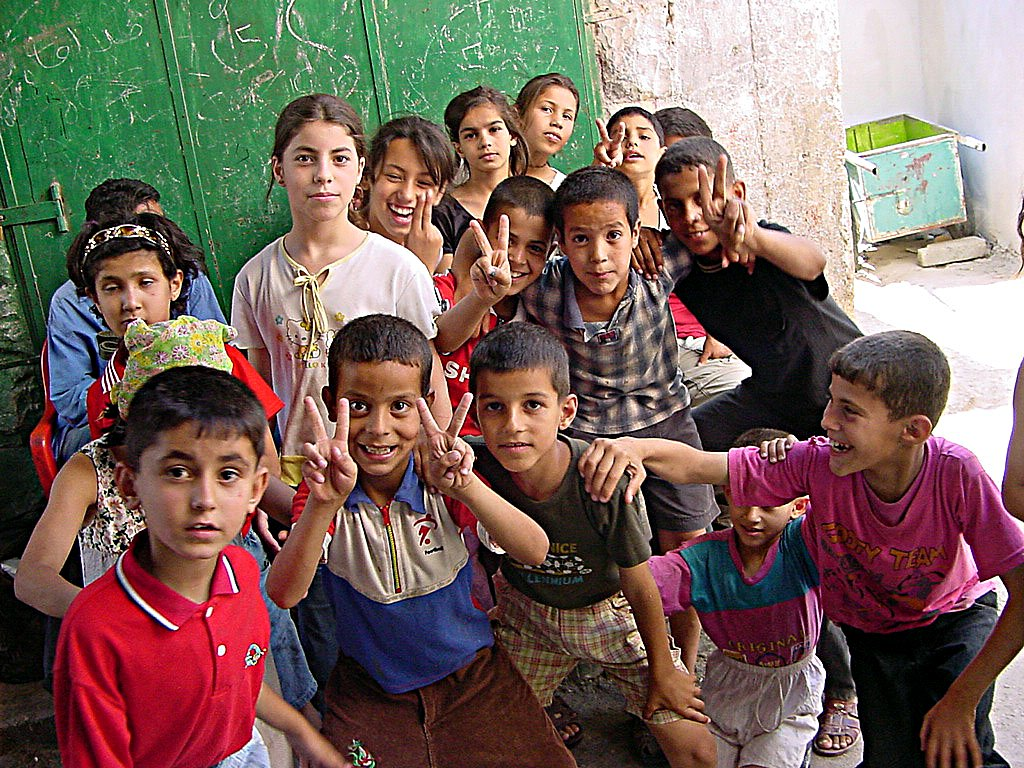
Jeunes Palestiniens à Jénine, 2002.

#### Population
2 731 052 (2014 est.). 83 % de la population est Arabe palestinienne, 17 % est israélienne.
Le taux de croissance de la population est de 1,99 % (2014 est.). Le taux de fécondité est de 2,83 enfants nés/ femme (2014 est.)[réf. incomplète].

#### Structure d'âge

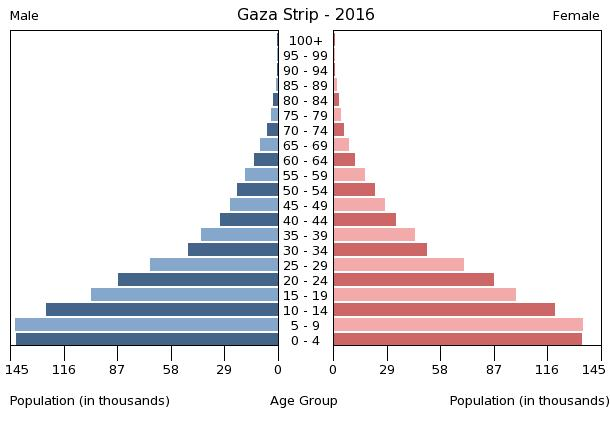
Pyramide des âges en 2016.

- 0–14 ans : 33,7 % (homme 472,476 / femme 448,078)
- 15-24 ans : 21,7 % (homme 303,578 / femme 289,119)
- 25–54 ans : 36,4 % (homme 511,443 / femme 483,276)
- 55–64 ans : 3,8 % (homme 59,762 / femme 59,372)
- 65 ans et plus : 3,8 % (homme 43,629 / femme 60,315) (2014 est.)[68]

### Bande de Gaza

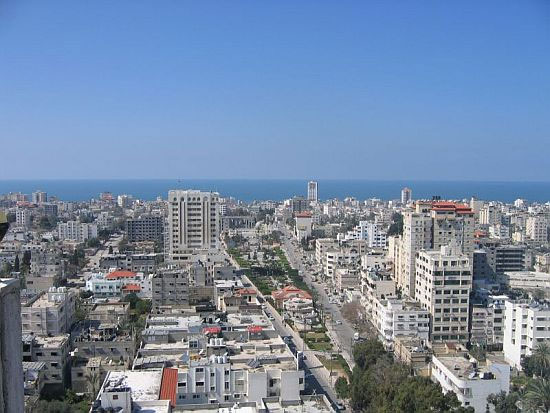
Vue aérienne de Gaza-ville (2012)

#### Population
1 816 379 (2014 est.). Le taux de croissance est de 3,422 % (2008 est.). Le taux de fécondité est de 4,18 enfants nés/ femme (2013 est.).

#### Structure d'âge
0–14 ans : 44,7 % (homme 343,988 / femme 325,856)
15–64 ans : 52,7 % (homme 403,855 /femme 386,681)
65 ans et plus : 2,7 % (homme 16,196 / femme 23,626) (2008 est.)

### Hors de Palestine
| Pays                | Population |
| ------------------- | ---------- |
| Cisjordanie         | 2 300 000  |
| Gaza                | 1 400 000  |
| Israël              | 1 213 000  |
| Jordanie            | 2 598 000  |
| Liban               | 388 000    |
| Syrie               | 395 000    |
| Chili               | 310 000    |
| Arabie saoudite     | 287 000    |
| États du Golfe      | 152 000    |
| Égypte              | 58 000     |
| Autres pays arabes  | 113 000    |
| continent américain | 316 000    |
| Autres pays         | 275 000    |
| TOTAL               | 9 395 000  |

Selon des estimations de 1994, la Jordanie aurait été peuplée à 43 % de Palestiniens. Le bureau des statistiques de l'OLP, table la proportion à 50 % de la population totale.
Des estimations plus récentes font état d'approximativement 60 % de Palestiniens habitant la Jordanie, mais aucun chiffre exact ne peut être pris en compte en l’absence de recensement officiel. Seulement 30 % sont répertoriés par l'UNRWA,.

## Représentation politique
Parmi les principaux mouvements (voir Liste des partis politiques en Palestine pour une liste plus complète) :
- le Hamas (au pouvoir dans la bande de Gaza) ;
- le Jihad islamique palestinien et les Brigades Al-Qods (sa branche armée) ;
- l'Organisation de libération de la Palestine (OLP), qui comprend notamment :
  - le Fatah (au pouvoir en Cisjordanie) ; organisations liées : Tanzim, Brigades des martyrs d'Al-Aqsa,
  - le Front populaire de libération de la Palestine (FPLP),
  - le Front démocratique pour la libération de la Palestine (FDLP) ;
- le Comité de résistance populaire ;
- le Fatah-Conseil révolutionnaire, l'organisation de Sabri al-Banna (mort en 2002) ;
- le FPLP-GC.

En 2021, la plupart de ces groupes sont listés comme terroristes par les États-Unis et sur la liste officielle des organisations terroristes de l'Union européenne. (Voir terrorisme palestinien)

## Économie dans les territoires palestiniens

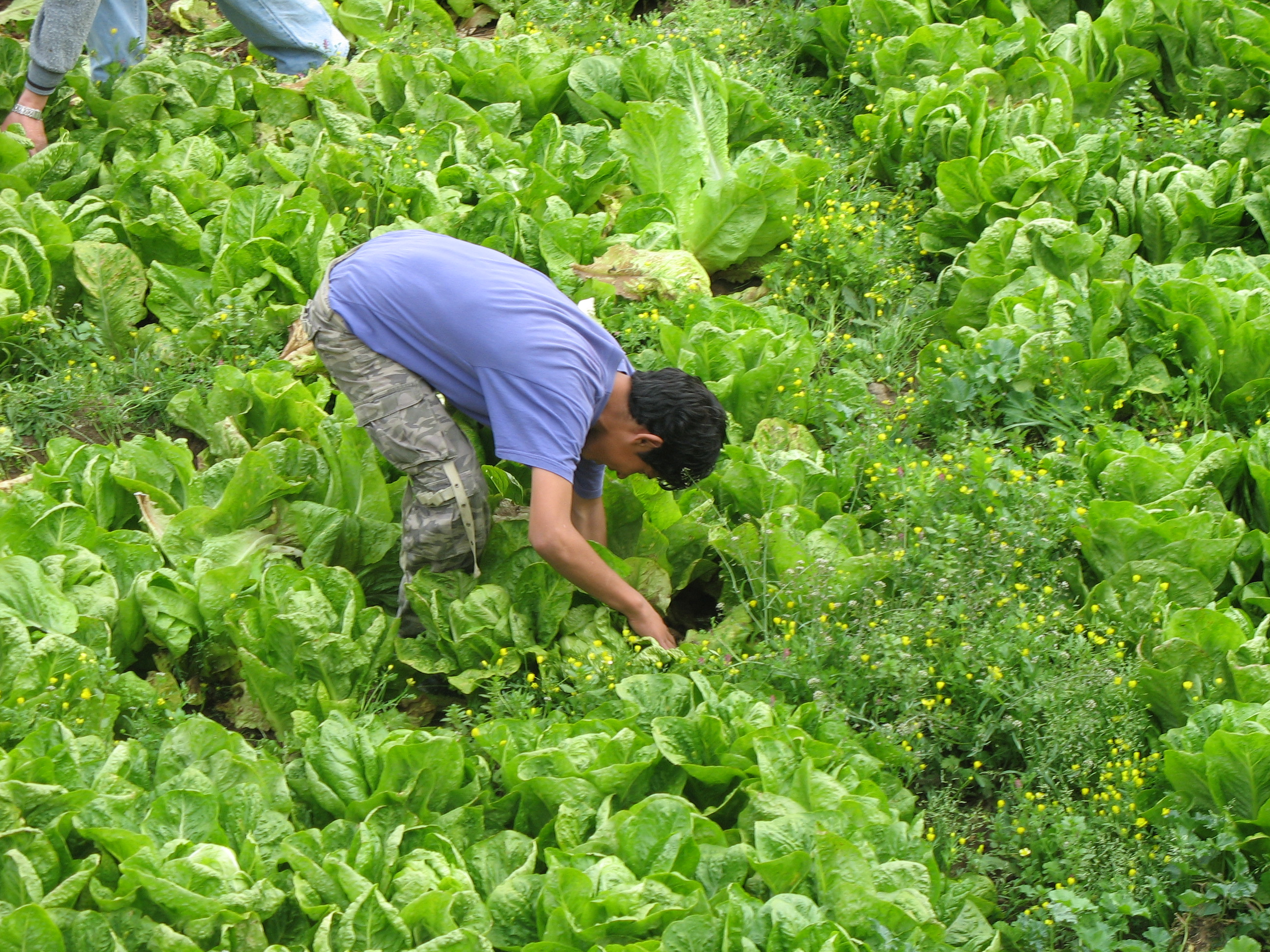
Cueillette de la laitue à Artas en Cisjordanie

Le PIB palestinien était estimé à 10,5 milliards de dollars américains en 2012 et à 12,5 milliards en 2013, avec un taux de croissance en 2013, de 1,5 % en Cisjordanie et de 9 % à dans la bande de Gaza. Les parts des secteurs d’activités dans le PIB en 2012 sont réparties ainsi : agriculture : 5,5 %, industrie : 13,3 %, services : 35 %, construction : 3,9 %, commerce : 15,1 %, transports : 9,2 %.
Durant les années 1994 à 2000, selon un rapport du FMI, les investissements ont augmenté de 150 %.

### Financement
De 1994 à 2001, l'Union européenne a financé dans les territoires palestiniens des projets d'infrastructures pour plus de trois milliards d'euros.
Les États-Unis ont alloué plus de 348 000 000 $ d’aide budgétaire sur l'année 2013. Dans le cadre des efforts de John Kerry, les États-Unis ont investi plus de 400 000 000 € en 2014 ainsi que les pays du Golfe (1 000 000 000 $ du Qatar, 500 000 000 $ de l’Arabie saoudite, 280 000 000 $ du Koweït et 200 000 000 $ des E.A.U) et l’Union européenne de 450 000 000 €.

### Chômage
Le taux de chômage de la bande de Gaza oscille autour de 45 %, alors qu'il n'était qu'à 27,4 % en 2011 en Cisjordanie, dont plus de 43 % des 20 à 24 ans qui sont sans emploi et 4 % des jeunes de 10 à 17 ans qui travaillent (5,7 % en Cisjordanie et 1,3 % à Gaza). 90 % des importations de Cisjordanie et de la bande de Gaza sont originaires d'Israël qui absorbe également 70 % de l'exportation palestinienne, le reste étant exporté en Égypte et en Jordanie.
L'économie palestinienne est dépendante d’Israël, notamment concernant la nourriture, le gaz, l’électricité, les communications et l'eau qui sont des denrées fournies par Israël, ce qui fait de lui un partenaire indispensable pour l'importation et l'exportation.

### Tourisme
En 2010, 4,6 millions de personnes ont visité les territoires palestiniens (dont 2,2 millions de touristes étrangers), ce qui fait une nette augmentation comparé à 2009 avec 2,6 millions.
La monnaie courante est le Shekel israélien. Le Dinar jordanien est également utilisé pour certaines transactions en Cisjordanie et la Livre égyptienne ainsi que le Dollar américain sont parfois acceptés.

## Culture

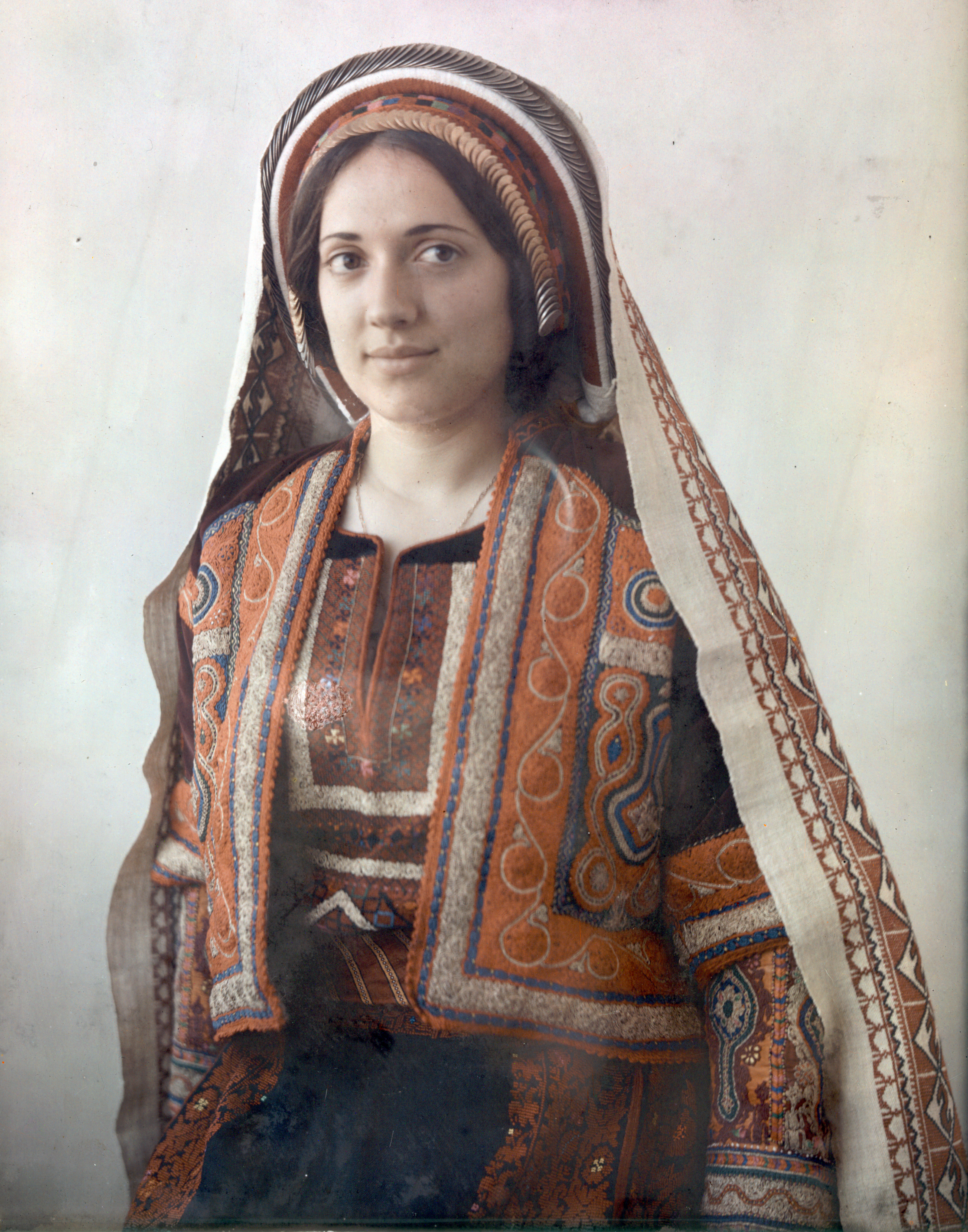
Femme de Ramallah en vêtements traditionnels (1929-1946).

### Histoire culturelle de la Palestine
Des silex remontant au paléolithique ont été retrouvés en Galilée et près de Bethléem. Il a été trouvé des traces des populations qui, à l'époque de transition entre le paléolithique et le néolithique, se sédentarisent notamment en Judée. À la fin du IVe millénaire av. J.-C., la vigne et l'olivier sont introduits. S'ensuit l'apparition de tours de poterie. Certaines cités se ceinturent de remparts. Sur le site de Tell el-Fâr‘ah, on a retrouvé plus de 1 250 poteries mortuaires dans des nécropoles datant du Bronze ancien.

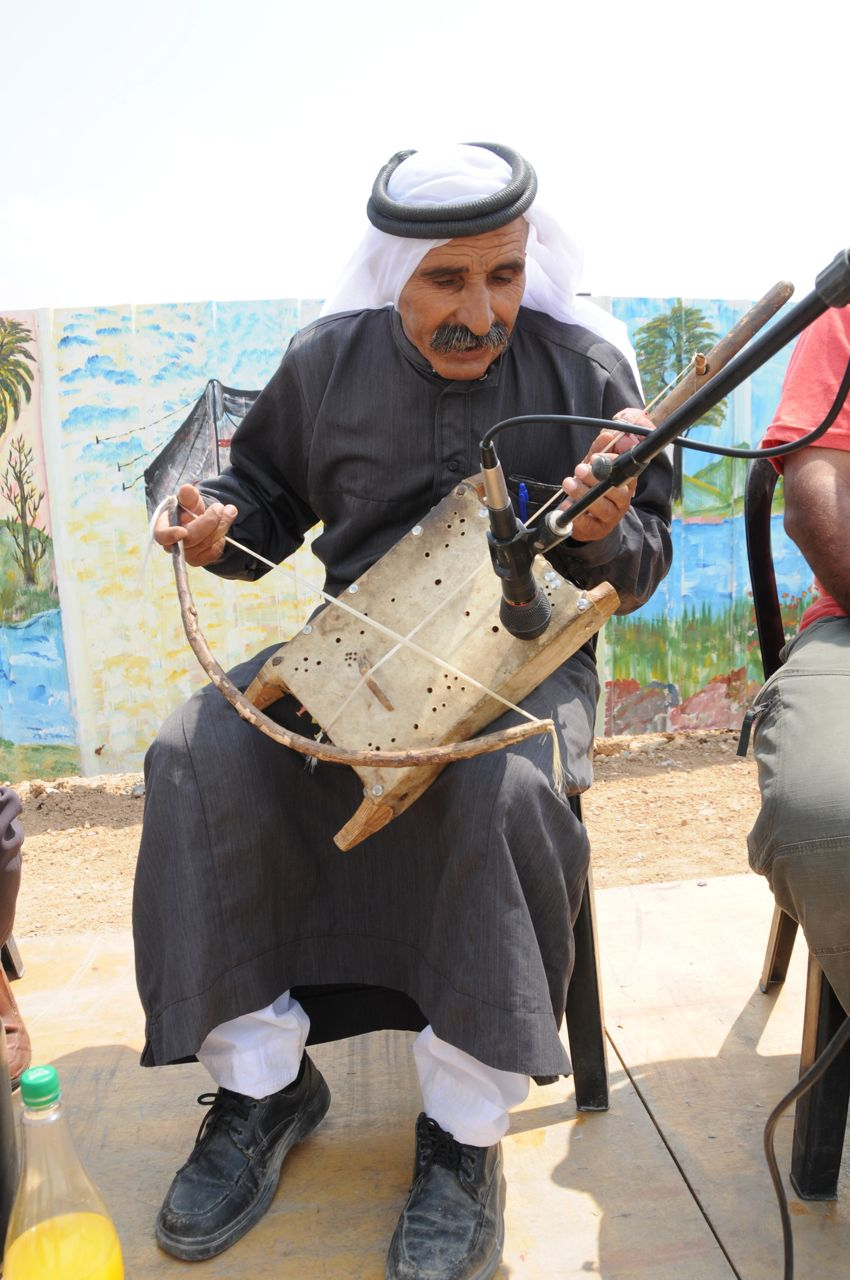
Tradition musicale bédouine, 2009

La population sédentaire de la ville antique cananéenne puis israélite de Tell el-fâr'ah était composée de groupes d’origines diverses. Les Manuscrits de la mer Morte rédigés entre le IIIe siècle av. J.-C. et le Ier siècle, ont été retrouvés à Qumrân, en face de la Mer Morte.
De nombreuses minorités nationales vivent de nos jours en Israël et en Palestine. Il y a depuis deux cents ans environ, des villages de Juifs d'origine russe, des Druzes, des Samaritains ou des Circassiens. L'araméen n'est plus qu'une langue liturgique en Palestine, mais a survécu en Syrie et en Irak, dans de petites communautés.
Le cinéma palestinien est relativement jeune. C'est l'un des vecteurs les plus importants de la culture palestinienne, avec plus de huit cents films sur le conflit israélo-palestinien. Il prospère en partie grâce à un important soutien international.

### Traditions

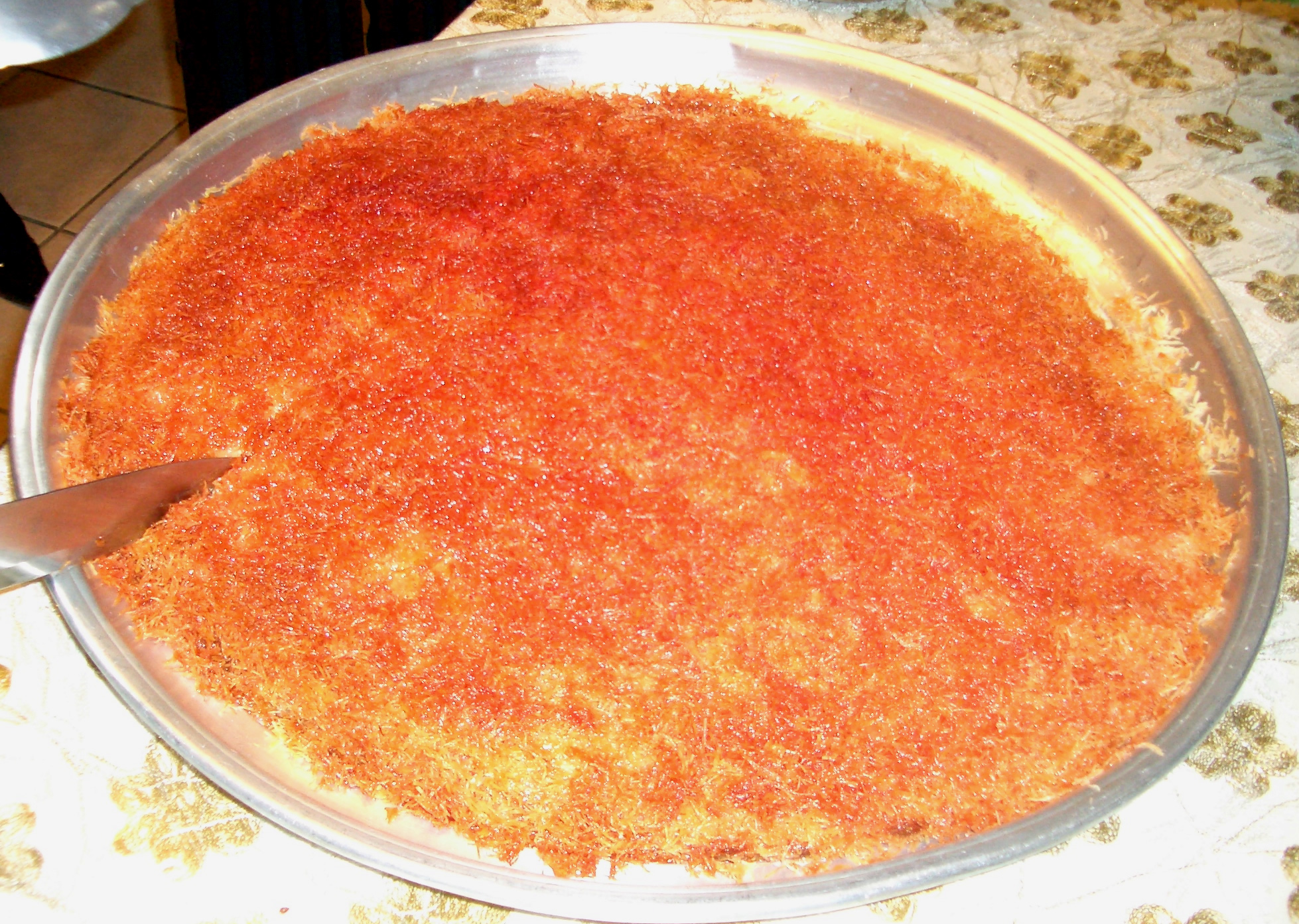
Kenafeh

L'histoire de la Palestine, à travers ses influences arabes, perses et ottomanes, se reflète dans sa cuisine. Comme plats traditionnels, notons le musakhan, le boulghour, le maqluba et le mansaf et, comme desserts, le baklava, le kenafeh et le halva.
Il y a des communautés de Bédouins dans la vallée de Jéricho ainsi que dans le Néguev (ces derniers ont la citoyenneté israélienne). Peuples nomades, ils pratiquent des activités agricoles pastorales. Les principaux animaux élevés sont le mouton, la chèvre et le chameau.

## Religions

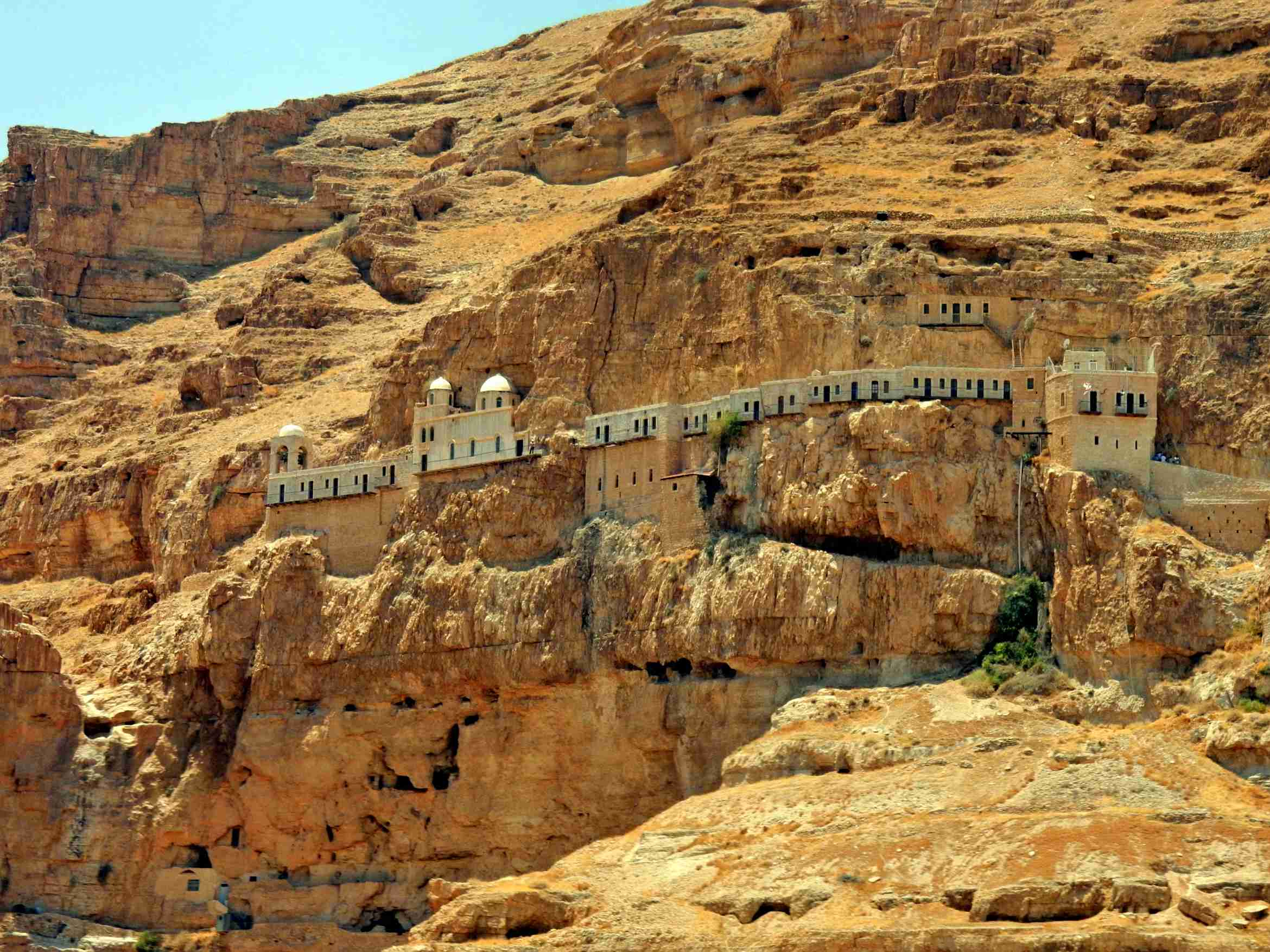
Vue du monastère chrétien orthodoxe de la Tentation à Jéricho en Cisjordanie.

Selon les estimations britanniques de 1935 en Palestine mandataire (avant la création de l’État d'Israël en 1948), il y avait 1 308 112 Palestiniens (au sens de l'époque, c'est-à-dire les habitants de la région palestinienne sous autorité britannique) dont 836 688 musulmans, 355 157 juifs, 105 236 chrétiens et 11 031 personnes d'autres appartenances. De nos jours, la population arabe palestinienne est largement musulmane sunnite et dans la moindre mesure chrétienne ; il y a des minorités juives pratiquantes autochtones (Mizrahim) et une petite communauté de Samaritains.
Il n'existe pas de statistiques disponibles qui fassent autorité aujourd'hui. L'estimation de Bernard Sabella[Qui ?] de Bethléem est que 6 % de la population palestinienne est chrétienne (orthodoxes grecs ou arméniens ; catholiques latins, grecs ; protestants luthériens ou anglicans ; autres rites orientaux). Selon le bureau palestinien des statistiques, il semble que 97 % des habitants arabes des territoires palestiniens occupés soient musulmans et 3 % chrétiens ; il y a environ sept-cents Samaritains dont la moitié vivent en Israël et quelques Juifs karaïtes qui se considèrent Palestiniens.